# DN18
De DN18 (Drum Național 18 of Nationale weg 18) is een weg in Roemenië. Hij loopt van Baia Mare via Sighetu Marmației, Borșa en Cârlibaba naar Iacobeni. De weg is 236 kilometer lang. 